# Международные спонсоры войны
«Международные спонсоры войны» (укр. Міжнародні спонсори війни) — список компаний и физических лиц, который вело украинское Национальное агентство по предотвращению коррупции (НАПК) в связи с российско-украинской войной, в частности с вторжением России на Украину. По состоянию на август 2023 года список включал 36 компаний из 15 стран и 170 физических лиц, которые, ведя торговлю с Россией, увеличивают доходы российского государства и, в конечном итоге, российский военный бюджет в продолжающейся войне с Украиной. Список выделяется на фоне международного торгового бойкота России, в котором к 2023 году более 1000 компаний ушли из России или отказались от деятельности . НАПК рассматривает свой список как репутационный инструмент влияния на компоненты глобальных цепочек поставок с целью минимизировать финансовые и технологические возможности России по нанесению ущерба Украине. С сентября 2022 года список включён в базу данных London Stock Exchange Group (Группа Лондонской фондовой биржи). На некоторые компании среди «международных спонсоров войны»[какие?] наложены ограничения в ряде других стран. В марте 2024 года НАПК приостановило ведение списка.
Одна компания, «Peninsula Petroleum», была исключена из списка после того, как она прекратила торговлю с Россией и осудила войну. В июне 2023 года СМИ также сообщили об исключении из списка пяти греческих компаний по обслуживанию танкеров, однако НАПК оставило эти компании в списке, поскольку они не выполнили требований по исключению.

## Список
| Пояснение                                                     |
| ------------------------------------------------------------- |
| Компании, на которые наложены ограничения в ряде других стран |
| Компании, исключенные из списка                               |

### Компании
| Название                                         | Страна             | Сфера деятельности                    | Подробности |
| ------------------------------------------------ | ------------------ | ------------------------------------- | --- |
| Alibaba Group Holding Limited                    | Китай              | Разное                                | Через AliExpress в России компания ведёт международную торговлю заграничными товарами |
| Auchan                                           | Франция            | Розничная торговля                    | Согласно НАПК, после вторжения на Украину российское подразделение компании продолжило платить налоги в российский бюджет, поставлять товары для российской армии на оккупированные территории Украины под видом гуманитарной помощи и помогать российским военным чиновникам набирать призывников |
| Bacardi                                          | Бермудские Острова | Спиртные напитки                      | Российское подразделение компании, «Бакарди Рус», заплатило более 1,2 миллиарда рублей (более 12 миллионов долларов США) в качестве налога на прибыль в российский бюджет |
| Bonduelle                                        | Франция            | Продукты питания                      | Хотя компания заявила о том, что она приостановила все инвестиции в России и решила направить всю прибыль от продаж в России на будущее восстановление Украины, она также объявила о намерении продолжить деятельность в России |
| Buzzi Unicem                                     | Италия             | Строительство                         | Buzzi Unicem ведёт деятельность в России через SLK Cement, которое сотрудничает с российским Министерством обороны и осуществляет поставки крупным российским госпредприятиям, таким как «Роснефть» и «Росатом» |
| Camozzi                                          | Италия             | Пневматическое оборудование           | Компания продолжает вести деятельность в России |
| China State Construction Engineering             | Китай              | Строительство                         | В 2021 году российские подразделения компании (ООО «Китайстрой» и ООО «Чайнастрой фронт») заплатили в российский бюджет, соответственно, 192,6 миллиона и 8,5 миллионов рублей в виде налогов. После вторжения на Украину компания продолжила свою деятельность в России |
| CNOOC                                            | Китай              | Нефтяная промышленность               | Компания продолжает вести деятельность в России |
| CNPC                                             | Китай              | Нефтяная промышленность               | Компания продолжает вести деятельность в России |
| CK Birla Group                                   | Индия              | Транспортные технологии               | NBC Bearings, бренд National Engineering Industries Limited, которое, в свою очередь, является частью CK Birla Group, стало альтернативой западным товарам на российском рынке. Доля импорта компании в Россию составила 12,3 миллиона долларов США с апреля 2022 года по март 2023 года |
| Comnav Technology Ltd.                           | Китай              | Навигационное и радарное оборудование | Компания поставляет оборудование для российской навигационной системы ГЛОНАСС, которая используется на дронах российского и иранского производства во вторжении на Украину. С 24 февраля по 30 декабря 2022 года компания произвела 73 поставки в Россию |
| Dahua Technology                                 | Китай              | Оборудование для видеонаблюдения      | В 2021 году компания заплатила в российский бюджет 1,12 миллиона долларов США в виде налогов. США наложили экспортный контроль на чипы «Dahua», а Федеральная комиссия по связи США внесла компанию в список фирм, чьи товары представляют угрозу национальной безопасности. Великобритания и Австралия запретили своим государственным органам устанавливать камеры видеонаблюдения «Dahua» |
| Danieli                                          | Италия             | Промышленное оборудование             | По данным НАПК, имеющаяся информация позволяет полагать, что Danieli прямо или косвенно сотрудничает с российскими предприятиями оборонной промышленности, а клиентами компании являются, в частности, «Северсталь», «Евраз» и Магнитогорский металлургический комбинат |
| Delta Tankers                                    | Греция             | Обслуживание танкеров                 | |
| DP World                                         | ОАЭ                | Логистика                             | В июне 2023 года компания подписала соглашение с российской госкорпорацией «Росатом» в сфере контейнерных перевозок и развития Северного морского пути |
| Dynacom Tankers Management                       | Греция             | Обслуживание танкеров                 | |
| Ekassir Osaühing                                 | Эстония            | Электронные платежи                   | Головная компания российского Ekassir, которая обслуживает попавшие под санкции российские банки (Сбербанк, ВТБ и т. д.) |
| Great Wall Motor                                 | Китай              | Автомобильная промышленность          | По состоянию на 2023 год Россия является крупнейшим рынком сбыта для компании вне Китая. Заявленный торговый оборот компании в России в 2021 году составил около 780 миллионов долларов США |
| Hikvision                                        | Китай              | Оборудование для видеонаблюдения      | Согласно НАПК, выручка официального представительства Hikvision в России выросла на 42 % с началом российского вторжения на Украину в 2022 году, а чистая прибыль выросла на 1526 %. В США, согласно Закону Джона Маккейна о полномочиях национальной обороны, федеральным агентствам запрещено закупать оборудование Hikvision и вступать в официальные отношения с компаниями и организациями, которые используют камеры этой компании. В Европейском союзе и Австралии запрещено использование камер Hikvision в служебных помещениях |
| Japan Tobacco International                      | Швейцария/Япония   | Табачная промышленность               | С долей 34,9 % компания считается лидером табачного рынка России. По данным НАПК, компания заплатила не менее 3,6 миллиарда долларов США непосредственно в российский бюджет |
| Kerui Group                                      | Китай              | Нефтегазовое оборудование             | После вторжения России в Украину поставки компании в Россию увеличились в 8,5 раз. Осенью 2022 года официальное представительство компании в России ООО «Рус-КР» и «Газпром» подписали соглашение о сотрудничестве и стратегическом партнерстве |
| KNAUF                                            | Германия           | Строительная отрасль                  | Согласно НАПК, в прошлом году Knauf заплатила в бюджет РФ 117 миллионов долларов США (10,3 миллиарда рублей) и «дала понять, что не видит причин покидать рынок» |
| Leroy Merlin                                     | Франция            | Товары для дома                       | По данным НАПК, российское подразделение компании Leroy Merlin Vostok приносит существенные доходы в российский бюджет и правительство |
| Liberian International Ship & Corporate Registry | США                | Регистрация судов                     | |
| Mars                                             | США                | Продукты питания                      | |
| Metro AG                                         | Германия           | Розничная торговля                    | Компания сотрудничает с российским Сбербанком. Продажи компании в России в 2021/2022 финансовом году выросли до 2,9 млрд евро |
| Minerva Marine                                   | Греция             | Обслуживание танкеров                 | |
| Mondelēz International                           | США                | Продукты питания                      | Согласно НАПК, в 2022 году Mondelēz заплатил более 61 миллиона долларов США в виде налогов в российский бюджет |
| Mondi                                            | Великобритания     | Упаковка и бумага                     | Компания владеет одним заводом по производству бумаги и тремя перерабатывающими предприятиями в России |
| Nestlé                                           | Швейцария          | Продукты питания                      | Компания продолжает вести деятельность в России |
| OpenWay Group                                    | Бельгия            | Платёжные услуги                      | После российской аннексии Крыма в 2014 году, когда Visa и Mastercard прекратили обслуживание российских банков в регионе, OpenWay Group занялась разработкой альтернативной платёжной системы «Мир» |
| OTP Bank                                         | Венгрия            | Банковское дело                       | В 2020 году российское подразделение компании получило 113 миллионов рублей прибыли и выплатило в российский бюджет около 190 миллионов рублей. Кроме того, OTP Bank признает Донецкую и Луганскую Народную Республику, а также предоставляет льготные условия кредитования российским военным. В октябре 2023 года банк был исключён из списка |
| PepsiCo                                          | США                | Продукты питания                      | |
| Philip Morris International                      | США                | Табачная промышленность               | Рыночная доля компании в России в 2019 году составила 30,1 %. Общая сумма налогов на прибыль, уплаченная компанией в российский бюджет в 2022 году, составила 206 млн долларов США. После российского вторжения на Украину компания заявила о намерении продать свой российский бизнес и уйти с рынка, но так и не сделала этого |
| Procter & Gamble                                 | США                | Косметика / средства гигиены          | Компания владеет двумя предприятиями в России — заводом по производству бритв Gillette в Санкт-Петербурге и заводом по производству туалетных принадлежностей в Тульской области |
| Raiffeisen Bank International                    | Австрия            | Банковское дело                       | Российское подразделение компании предоставляет кредитные каникулы российским солдатам, воюющим на Украине, а также признает Донецкую и Луганскую Народную Республику. В 2022 году прибыль российского подразделения компании составила 2,58 миллиарда евро, а общая прибыль компании составила 3,79 миллиарда евро |
| Rockwool                                         | Дания              | Строительная отрасль                  | |
| Schlumberger                                     | США                | Нефтяная промышленность               | В первом полугодии 2022 года доля российского рынка составила 1,21 миллиарда долларов США или 6 % оборота компании. По данным НАПК, компания также содействует призыву россиян на военную службу и запрещает удалённую работу россиянам, избегающим призыва |
| Sinopec                                          | Китай              | Нефтяная промышленность               | Компания продолжает вести деятельность в России |
| Thenamaris Ships Management                      | Греция             | Морской транспорт                     | |
| TMS Tankers                                      | Греция             | Обслуживание танкеров                 | |
| Unilever                                         | Великобритания     | Товары повседневного спроса           | В 2022 году ООО «Юнилевер Русь» выплатило в бюджет России около 50 миллионов долларов США в виде налогов, заводы в Омске, Екатеринбурге, Санкт-Петербурге и Туле продолжают работу |
| Viciunai Group                                   | Литва              | Продукты питания                      | Производственный комплекс ООО «Вичюнай-русь» является крупнейшим предприятием Viciunai Group, на котором работают 1500 человек, находится в Калининградской области, чистая прибыль которого за 2022 год увеличилась до 1,9 млрд руб (более 20 млн $). ООО "БалтКо", являясь официальным представителем компании в России, предоставляет услуги по перевозке продуктов рыбной кулинарии, рыбной переработки, сурими и морепродуктов, чистая прибыль за 2022 год составила 239,1 млн руб (2,5 млн долл США). Таким образом, несмотря на неоднократные заявления о прекращении бизнеса и продаже производства, компания "Viciunai Group" после полномасштабного вторжения в Украину не остановила свою работу в России, а, наоборот, продолжает активно работать и платить налоги в российский бюджет |
| Xiaomi                                           | Китай              | Бытовая электроника                   | Компания выплатила в российский бюджет 2,5 миллиона долларов США в виде налогов. В третьем квартале 2022 года компания увеличила поставки в Россию на 39 % по сравнению с предыдущим кварталом |
| Yves Rocher                                      | Франция            | Косметика                             | В 2022 году компания заплатила в российский бюджет около 6 миллионов долларов США в виде налогов. НАПК считает Yves Rocher одной из самых известных западных фирм, отказавшихся бойкотировать Россию и прекратить там свою деятельность после вторжения на Украину |
| Zhejiang Geely Holding Group                     | Китай              | Автомобильная промышленность          | В 2022 году Geely Motors выплатило в российский бюджет налогов на сумму более 51,4 миллиона долларов США. По состоянию на май 2023 года официальные дилеры компании были представлены в 89 городах России |

### Статьи
- Jorge Liboreiro. Ukraine has a list of 'war sponsors.' But how exactly does it work? (англ.). Euronews (24 мая 2023). Дата обращения: 16 апреля 2024.
- Ира Крицкая. Список раздора. Кабмин закрывает перечень «международных спонсоров войны» НАПК, где находились 50 компаний, не вышедших из РФ. Почему для власти этот реестр стал проблемой. Forbes. Дата обращения: 16 апреля 2024.